# San Pablo (Norte de Santander)
San Pablo es un corregimiento perteneciente al municipio colombiano de Teorama, en el departamento de Norte de Santander. Es de los corregimiento más importantes del municipio debido al rápido crecimiento que ha experimentado, se encuentra en la Región del Catatumbo y el río de nombre homónimo fluye por el mismo. 

## División territorial
El corregimiento de San Pablo esta integrado por 2 centros poblados (San Pablo y Quince letras) y 30 veredas, el centro poblado de San Pablo está integrado por los siguientes barrios:
- Centro
- Puerto Rico
- Cucaracho
- Camilo Torres
- 3 de Enero
- Hispm
- Venecia
- 20 de Noviembre
- Los Lagos
- Nueva Esperanza

San Pablo tiene bajo su jurisdicción treinta veredas:
- Aires del Catatumbo
- El Diviso
- Llanos de Bolívar
- Quinceletras
- Planchales
- La Teja
- Travesías
- Agua Blanca
- Las Escalas
- El Caimán
- La Ceiba
- El Tagual
- Llana Baja
- Llana Alta
- Caño Seco
- Gurapales
- Los Ángeles
- Vijagual
- Santo Domingo
- 08 de Noviembre
- Puente Azul
- Ventanas
- San Juan de Dios
- Estrella Alta
- San Francisco
- Piedras de Moler
- Mesones
- La Muralla
- El Sector la Virgen

## Historia
Al terminar la Primera Guerra Mundial, se despierta la fiebre del petróleo y se da inicio a las perforaciones a nivel mundial, de ahí que en la Región del Catatumbo se inicia la explotación petrolera en 1918 por medio de la concesión Barco, llamada así porque su dueño era el general Virgilio Barco, que tenía el derecho de explotar y comercializar el petróleo. En 1936 la empresa de su propiedad pasó al poder de Texas Petroleum Company y Mobil.
La gran cantidad de petróleo producido genera la necesidad de construir el oleoducto que permita transportar el petróleo del Catatumbo a la costa atlántica. Así, se asiste a la explotación del oro negro, lo que da inicio a los conflictos en el territorio.
La región del Catatumbo fue colonizada a finales de la década de los veinte y treinta por dos frentes, uno por Ocaña que le aportó mucho al teleférico de Ocaña a Gamarra; dos, por el lado de Cúcuta con la construcción de la carretera desde Cúcuta hasta la pista, a partir de la década de los años treinta entró la compañía petrolera Sagoc, a romper la carretera que atraviesa la región y a la vez para extender el oleoducto de Tibú, Convención la Mata, por dondequiera que fuera la carretera.
Para ese entonces la región estaba habitada por los indígenas Baríes, y era totalmente selvática, abundante en agua pura, vida acuática, flora y fauna. La colonización de San Pablo, al igual que el resto de la región, se dio al calor de la explotación petrolera. Con la llegada de la compañía petrolera los indígenas libraron una feroz defensa de su territorio, lo que forzó a la multinacional a defender sus campamentos con el ejército, aviones y redes eléctricas, en las cuales quedaban muchos indígenas electrocutados.
El crecimiento de San Pablo comienza en la vereda Aires del Catatumbo, también conocido como San Pablito, era solo una cabaña donde se organizaban las fiestas, sus pobladores de las veredas aledañas llegaban a festejar y a comprar enseres para sus fincas los fines de semana. La historia dice, que San Pablo fue fundado en un humedal y que recibe el nombre de San Pablito en los años 1939-1940, y en el año 1965-1970 fue concebido como centro poblado de San Pablo. Las primeras casas fueron construidas en lo que hoy es San Pablito o Aires del Catatumbo, por encontrarse muchas serpientes se acopló la imagen de San Pablo y en su honor lleva su nombre; Luego se construyeron las primeras casas, en lo que hoy es San Pablo.
El primer dueño de la finca en donde está ubicado San Pablo fue Arturo García Rincón, vende a: Antonio Conde Galvis (escritura número 33 del 03-02-78, notaria de Única de Convención), Conde Galvis a: Rafael Antonio Sanguino García, a: Álvaro Lemus Cabrales, a: José del Carmen Echávez Pérez, a: Guillermo Rincón Quintero, a: Aníbal Rincón Rojas, este vende al municipio de Teorama.
Su productividad se dio con los primeros cultivos: arroz, maíz, café, plátano, yuca y cacao, estas tierras producían una gran cantidad de alimento, por sus distintos climas y la fertilidad de sus tierras, el señor Arturo García fue el primero en transportar los habitantes de San Pablo a convención en una buseta, la que fue el primer medio de transporte del centro poblado.  
Las primeras familias que llegaron a este lugar fueron, la familia Durán, la familia Quintero, la familia Carrascal, la familia Torrado, la familia García, la familia Ovallos.
Las primeras casas construidas fueron la de Mamerta Durán (hoy el billar de Carmen Jesús), Víctor Torrado (hoy la casa de Carmen Jesús), Ramón Pérez (hoy la casa de Mari Moncada) y luego se construyó la casa de Víctor Torrado en donde montó una trilladora de arroz (hoy la esquina de William Vega). Todas las casas eran apisonadas y el techo de tejas de barro.
Posteriormente entrada la década de los 80s y el comienzo del llamado conflicto armado interno colombiano y la entrada de grupos armados como el ELN, EPL y FARC a la región, San Pablo vivió un período de violencia como muchas poblaciones del Catatumbo. Muchos pobladores del centro poblado tuvieron que huir desplazados hacia las cabeceras municipales, en general fuera de la zona de conflicto, entre las décadas de los 1980s y 1990s la única comisaria de policía de San Pablo fue destruída en un ataque guerrillero dando de baja a los policías que estaban en ella, con la llegada de las AUC por medio del bloque Catatumbo que entro desde el Cesar se sembró un miedo en San Pablo, la gente temía que estas entraran al centro poblado donde se encontraban y diera como resultado lo pasado en la Gabarra. Los avisos de que los paramilitares iban a entrar eran constantes lo cual hizo que más personas fueran desplazadas de la zona debido al miedo.
El miedo en el centro poblado de la entrada de los paramilitares persistió hasta su desmovilización, aun pese a ésta había pobladores los cuales tenían miedo y con la salida de las AUC del Catatumbo, las guerrillas se consolidaron en San Pablo, viendo combates entre ellas y con el ejército nacional.
Para los 2000s el control de la zona en la que se encuentra San Pablo estaba en disputa entre las guerrillas, así el centro poblado cambiaba de bandera cada cierto tiempo. Con la entrada del ejército con la misión de expulsar a estas guerrillas se vivió más violencia, debido a esta la gente del centro poblado le negó el acceso al ejército, con esto las guerrillas consolidaron su influencia, con la muerte de alias Megateo en 2015 el EPL termino por fragmentarse lo que dio como resultado que el ELN tomara control total de las veredas y del centro poblado de San Pablo, así tomaron toda posición del EPL en San Pablo, las FARC se han hecho presentes pero tras su desmovilización en 2016 su influencia en San Pablo es menos notoria aunque sigue siendo amplia.
Entrado los 2020s el coronavirus no dió un golpe al comercio el cual se recupero rápidamente, el corregimiento es controlado casi en su totalidad por el ELN. Actualmente se hacen trabajos para el mejoramiento de las vías que comunican a San Pablo con Ocaña y Teorama, en 2023 el alcalde oriundo del corregimiento Robinson Salazar termino su mandato.
En Enero de 2025 la paz fue rota tras un tiempo de paz, el ELN atacó a la FARC en un intento de controlar la región así iniciando lo que fue llamado como Ataques en el Catatumbo de 2025, iniciando así en la mañana los combates, dejando varios muertos confirmados en el Corregimiento, registrandose combatientes armados en los centros poblados y veredas del corregimiento. El ELN expulso de una vez por todas a las FARC  haciéndose con el control total, así, se ven militantes armados del ELN patrullando por centros poblados y veredas, haciendo un rol de fuerza pública local.

## Geografía
Es atravesado por el Río Catatumbo, el centro poblado se encuentra en las coordenadas 8°33'12"N 73°14'19"W, se encuentra a 257km de Cúcuta, capital del departamento, se encuentra particularmente rodeado de montañas. 
Se localiza en la parte Sur Oriental del municipio de Teorama en la zona 2 según el plan de ordenamiento territorial. Encontrándose en el corredor vial de los centros urbanos de Ocaña, Convención, Aserrío, Tarra y Cúcuta.
En lo que respecta a su tamaño, el caserío del centro poblado mide aproximadamente 0,57 km², siendo más grande que el de la cabecera municipal del municipio con un tamaño aproximado de 0,35 km². 

## Economía
Su economía se ha desarrollado principalmente gracias al cultivo de coca, aunque también hay que mencionar que hay diferentes actividades agropecuarias, como la agricultura, ganadería, avicultura, piscicultura y porcicultura. 
Los productos agrícolas de mayor producción son la hoja de coca, cacao, plátano, yuca, café y arroz, al ser estos productos principales de muchas fincas del centro poblado.
El comercio es una de las actividades que mueve en gran medida la economía del corregimiento, especialmente la de los centros poblados, tanto el comercio interior como el exterior, con corregimientos, centros poblados y municipios aledaños. Uno de los mercadeos más importantes es el llevado a cabo con el municipio de Ocaña. A pesar de que este está basado mayoritariamente en la importación, también se exportan productos agropecuarios al municipio vecino.

## Fiestas
- Fiestas patronales: En honor a San Pablo apóstol, se celebran del 28 al 29 de junio.
- Fiestas de la virgen del Carmen: En honor a la Virgen del Carmen, se celebra el 16 de julio.
- Carnavales: Se celebran el 6 de enero.
- Fiestas de Sembrinas.

## Educación
En lo que respecta a educación, el Instituto Agrícola Región del Catatumbo, es un pilar fundamental en el corregimiento, ya que es el lugar donde los estudiantes de la comunidad se forman académicamente al ser la única institución educativa del corregimiento, está ha desempeñado un rol crucial en la historia local. Fue fundada en la década de 1980, siendo la sede Henry García Bohórquez —nombrada en honor al fallecido comandante de la policía— la primera en construirse. Lamentablemente, no se dispone de mucha información sobre sus primeros años, ya que una toma guerrillera destruyó parcialmente los archivos de la institución. En la actualidad, además de las sedes en el centro poblado de San Pablo también cuenta con otras sedes en las veredas y centro poblado de:
- Villa Nueva
- Aires del Catatumbo (San Pablito)
- Quince Letras
- La Muralla
- Puente Azul
- Travesías

## Lugares de interés
- El Parque Principal
- Parroquia San Pablo Apostol
- Estadio Heriberto Delgadillo (Donador del predio o lote)
- Biblioteca Ernesto Balmaceda ( En honor a un joven que soño que San Pablo tuviera su propia biblioteca)
- Casa de cultura Ana María Bayona (Quien fue la primera reina del reinado de la tercera edad en las fiestas patronales)

## Salud
San Pablo cuenta con un centro de salud en el centro poblado. En el mismo centro poblado  también se ubican las oficinas de la EPS Comfaoriente la cuál también es la encargada de dar servicio a las poblaciones de otros corregimientos del municipio de Teorama como El Aserrio o La Cecilia, etc.

## Emisora San Pablo Estéreo
Es una Emisora Comunitaria perteneciente a la Junta de Acción Comunal del centro poblado de San Pablo la cual se puede sintonizar bajo la frecuencia 99.1 FM. 